# Эмдин, Павел Иосифович
Павел Иосифович Эмдин — российский врач, невропатолог и нейрохирург. Заслуженный деятель науки РСФСР (1941).

## Биография
Родился в мещанской семье Иосифа Беньяминовича Эмдина.
Закончил медицинский факультет Казанского университета. С 1909 по 1914 гг. работал в качестве клинического ординатора в клинике известного невролога Л. О. Даркшевича. В 1914 г. получил степень доктора медицины за работу «Изменения поперечно-полосатых мышц скелета после перерезки нерва».
В 1924 году возглавил клинику нервных болезней Донского государственного университета (Ростов-на-Дону). В 1924—1925 гг. — декан медицинского факультета ДГУ (этот факультет в дальнейшем стал отдельным высшим учебным заведением). В 1930 году — первый заведующий организованной им кафедрой неврологии и нейрохирургии.
Эмдин одним из первых стал применять хирургические методы лечения нервных болезней. Эмдин внедрил в практику работы нейрохирурга раннюю ламинэктомию при травме позвоночника и спинного мозга, скелетное вытяжение за теменные бугры при травме шейного отдела позвоночника, описал клинику и гистологию эпидемического энцефалита, предложил метод лечения травм периферических нервов, разработал учение о фазах раневого процесса в головном мозге. Помимо научных заслуг, одно из главных достижений П. И. Эмдина в том, что он организовал подготовку нейрохирургов из неврологов, а не из хирургов. Его школа выпустила многих известных специалистов: В. А. Никольского, Д. Г. Шефера, Х. И. Гаркави и других
П. И. Эмдин был репрессирован в 1952—1953 гг.

## Синдром Эмдина
При инфильтрации спинномозговых корешков метастазами рака, может возникать сужение позвоночного канала, сдавление спинного мозга и конского хвоста. При инфильтрации опухолью крестцового канала возникает триада симптомов: 1) выраженная боль в крестце, иррадиирующая в промежность; 2) расстройства чувствительности в аногенитальной зоне; 3) нарушение функции тазовых органов — синдром крестцовой ёлочки Эмдина, описанный П. И. Эмдиным